# Pigs Pigs Pigs Pigs Pigs Pigs Pigs
Pigs Pigs Pigs Pigs Pigs Pigs Pigs Pigs (обычно сокращенно Pigs x7) — британская стоунер-метал-группа, образованная в Ньюкасл-апон-Тайн в 2012 году. Их дебютный альбом Feed the Rats вышел на британском лейбле Rocket Recordings в 2017 году. Газета The Guardian включила группу в список «40 лучших новичков» 2018 года, а в том же году вышел их второй альбом King of Cowards, который издание The Quietus охарактеризовало как «эпический и размашистый». Репетиции и запись проходили в студии гитариста Сэма Гранта «Blank Studios».
В апреле 2020 года группа выпустила свой третий альбом Viscerals. В мае 2020 года газета The Guardian включила этот альбом в свой список двадцати лучших альбомов года. Альбом с концертными треками Off Cuts вышел в ноябре 2020 года эксклюзивно в магазинах Rough Trade. 20 января 2025 года группа анонсировала свой пятый студийный альбом Death Hilarious, релиз которого состоялся 4 апреля.

## Характеристики
Стиль
Музыка группы ассоциируется с психоделическим роком и хеви-металом, а также родственными жанрами — дум-металом и нойз-роком. Ранние релизы, как правило, состояли из длинных, протяжных треков, тогда как более поздние релизы — преимущественно из коротких композиций.

## Дискография
Студийные альбомы
- Feed the Rats (Rocket Recordings, 2017)
- King of Cowards (Rocket Recordings, 2018)
- Viscerals (Rocket Recordings, 2020)
- Land of Sleeper (Rocket Recordings, 2023)
- Live in New York (Rocket Recordings, 2023) (recorded at the Mercury Lounge in New York City)[11]
- Death Hilarious (Rocket Recordings, 2025)

Физические синглы и мини-альбомы
- «The Cosmic Dead» / «Pigs Pigs Pigs Pigs Pigs Pigs Pigs» (split 12" single, The Old Noise, 2012)
- Psychopomp (mini-album, Box Records, 2014)
- «Cake of Light» (Rocket Recordings, 2018)
- «GNT» (Rocket Recordings, 2018)
- «Reducer» (Rocket Recordings, 2020)
- «Rubbernecker» (Rocket Recordings, 2020)
- «Hell’s Teeth» (Rocket Recordings, 2020)
- «Hot Stuff» (Rocket Recordings, 2021)